# Zdechovice, Pardubice
Zdechovice là một làng thuộc huyện Pardubice, vùng Pardubický, Cộng hòa Séc.